# JUST DANCE Wii
『JUST DANCE Wii』（ジャストダンス ウィー）は、ユービーアイソフト パリが開発し2011年10月13日に日本の任天堂より発売されたWii用ゲームソフト。

## 概要
ユービーアイソフトより欧米で発売されたダンスゲーム『Just Dance 2』がベースとなっているが、収録曲のうち半数以上をJ-POPに変更するなど、日本市場向けにカルチャライズしている。
2009年に発売された第1作目は、当初はレビューサイト上でコアユーザーから酷評されるなど目立った前評判ではなかったとともに初動売上も大きくなかったが、Wiiの主要顧客であるカジュアルユーザーから幅広い支持を受けることに成功するとともにロングセラーとなり高い累計売上を記録、その後の続編である本作はさらに大きなヒットとなるとともに同様にロングセラー化、後には世界で最も多く販売されたWii用サードパーティー製タイトルとなり、欧米で最も有名かつ成功したWiiのサードパーティー製ゲームシリーズとなっている。
画面の「お手本 / Coach」（振付 / Chreography）と音楽に合わせてWiiリモコンを片手に踊る。途中の「決めポーズ / Gold Move」を合わせると高得点となる。
2012年7月26日に続編の『JUST DANCE Wii 2』が、2014年4月3日に『JUST DANCE Wii U』、2015年12月5日に『妖怪ウォッチダンス JUST DANCE スペシャルバージョン』が発売された。

## モード
- メインモード / Dance
- バトルモード / Battle
- エクササイズモード / Just Sweat

## 収録曲
- ヘビーローテーション（AKB48）
- VALENTI（BoA）
- 恋のダイヤル6700（Dream5）
- Choo Choo TRAIN（EXILE（ZOO））
- WON'T BE LONG（EXILE & 倖田來未（バブルガム・ブラザーズ））
- Mickey (Hawaii version)（Gorie with Jasmine & Joann）
- ミスター（KARA）
- ジャンピン（KARA）
- survival dAnce 〜no no cry more〜（TRF）
- Sexy Girl（安室奈美恵）
- One Night Carnival（氣志團）
- 君にBUMP（ケツメイシ）
- キューティーハニー（倖田來未（前川陽子））
- Why? (Keep Your Head Down)（東方神起）
- UFO（ピンク・レディー）
- 恋愛レボリューション21（モーニング娘。）
- Katti Kalandal（Bollywood）『Just Dance 2』より
- Rasputin（Boney M.）『Just Dance 2』より
- Hot Stuff（Donna Summer）『Just Dance 2』より
- Jump In The Line（Harry Belafonte）『Just Dance 2』より
- U Can't Touch This（MC Hammer）『Just Dance』より
- S.O.S.（Rihanna）『Just Dance 2』より
- Dagomba（Sorcerer）『Just Dance 2』より
- Wannabe（Spice Girls）『Just Dance』より
- Crazy In Love（Studio Musicians（Beyoncé feat. Jay-Z））『Just Dance 2』より - 本人歌唱ではない
- Toxic（The Hit Crew（Britney Spears））『Just Dance 2』より - 本人歌唱ではない
- You Can't Hurry Love（The Supremes）『Just Dance 2』より
- Just Mario（Ubisoft meets Nintendo（近藤浩治）） - すべての曲をプレイすると解禁される。なお、画面にマリオが登場する。